# Dothan (Alabama)
Dothan és una població dels Estats Units a l'estat d'Alabama. Segons el cens del 2007 tenia 65,.447 habitants.

## Demografia
Segons el cens del 2000, Dothan tenia 62.145 habitants, 23.685 habitatges, i 17.108 famílies. La densitat de població era de 257,4 habitants/km².
Dels 23.685 habitatges en un 31,5% hi vivien nens de menys de 18 anys, en un 48,9% hi vivien parelles casades, en un 15,4% dones solteres, i en un 32,3% no eren unitats familiars. En el 28,4% dels habitatges hi vivien persones soles el 10,6% de les quals corresponia a persones de 65 anys o més que vivien soles. El nombre mitjà de persones vivint en cada habitatge era de 2,39 i el nombre mitjà de persones que vivien en cada família era de 2,94.
Per edats la població es repartia de la següent manera: un 25,4% tenia menys de 18 anys, un 8,4% entre 18 i 24, un 28,3% entre 25 i 44, un 23,3% de 45 a 60 i un 0% 65 anys o més.
L'edat mediana era de 37 anys. Per cada 100 dones hi havia 83,3 homes. Per cada 100 dones de 18 o més anys hi havia 83,3 homes.
La renda mediana per habitatge era de 35.000 $ i la renda mediana per família de 45.025 $. Els homes tenien una renda mediana de 34.475 $ mentre que les dones 22.572 $. La renda per capita de la població era de 20.539 $. Aproximadament el 12,7% de les famílies i el 15,6% de la població estaven per davall del llindar de pobresa.

## Poblacions més properes
El següent diagrama mostra les poblacions més properes.